# Тонкий клієнт
Тонкий клієнт —   (англ. thin client) пристрій уведення та відображення інформації (термінал). 
Фізично тонкий клієнт - це компактний і безшумний комп'ютер без жорсткого диска (і без вентиляторів), завантаження основної операційної системи  якого відбувається на сервері. Всі призначені для користувача програми виконуються на термінальному сервері (сервері додатків). Оскільки все обчислювальне навантаження лягає на сервер, то тонкий клієнт має мінімальну апаратну конфігурацію, без шкоди продуктивності.
Тонкі клієнти застосовуються в організаціях, де більшість користувачів використовують комп'ютери для виконання однотипних завдань: робота з базами даних, інформаційні каталоги, робота з web-браузерами (магазини, аптеки, бібліотеки, школи, виші, лікарні, готелі, супермаркети), робота як банківських терміналів тощо. Найпростіша схема організації мережі така :

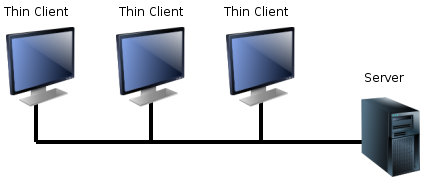

## Історія
Тонкі клієнти мають своє коріння в багатокористувацьких системах. З визріванням комп'ютерної графіки інтерфейс командного рядка на цих терміналах було замінено повним графічним інтерфейсом, як це має місце на сучасних тонких клієнтах. Прототипом багатокористувацького середовища уздовж цих ліній була Unix, і повністю графічні X термінали були відносно популярні тонкими клієнтами в 1990-х роках. Сучасні Unix похідні як BSD і GNU/Linux продовжують ці багатокористувацькі традиції.
Windows NT отримала можливість багатокористувацьких операцій в першу чергу завдяки зусиллям компанії Citrix Systems, яка упакувала NT 3.5.1 як багатокористувацьку операційну систему WinFrame. Microsoft ліцензувала цю технологію від Citrix і реалізувала її в Windows NT 4.0 Terminal Server Edition, в рамках проекту під кодовою назвою «Гідра». Windows NT потім лягли в основу Windows 2000 і Windows XP. Сьогодні, Windows дозволяє графічні термінали через її компонент Віддалений робочий стіл.
Термін тонкий клієнт був придуманий у 1993 році Тім Negris, віце-президентом з Server маркетингу в Oracle, при роботі з засновником компанії Ларрі Еллісон на запуск Oracle 7. У той час, Oracle хотів диференціювати своє сервер-орієнтоване програмне забезпечення від desktop-орієнтованих продуктів Microsoft.
Термін запам'ятався з кількох причин. Раніше термін «графічний термінал» було вибрано для підкреслення відмінності таких терміналів від текстових терміналів, і таким чином ставлячи акцент на графіку. Він також передає краще фундаментальну відмінність обладнання: тонкі клієнти можуть бути розроблені на значно простішому апаратному забезпеченні, оскільки вони виконують простіші операції.

## Тонкі клієнти, які працюють в термінальному режимі

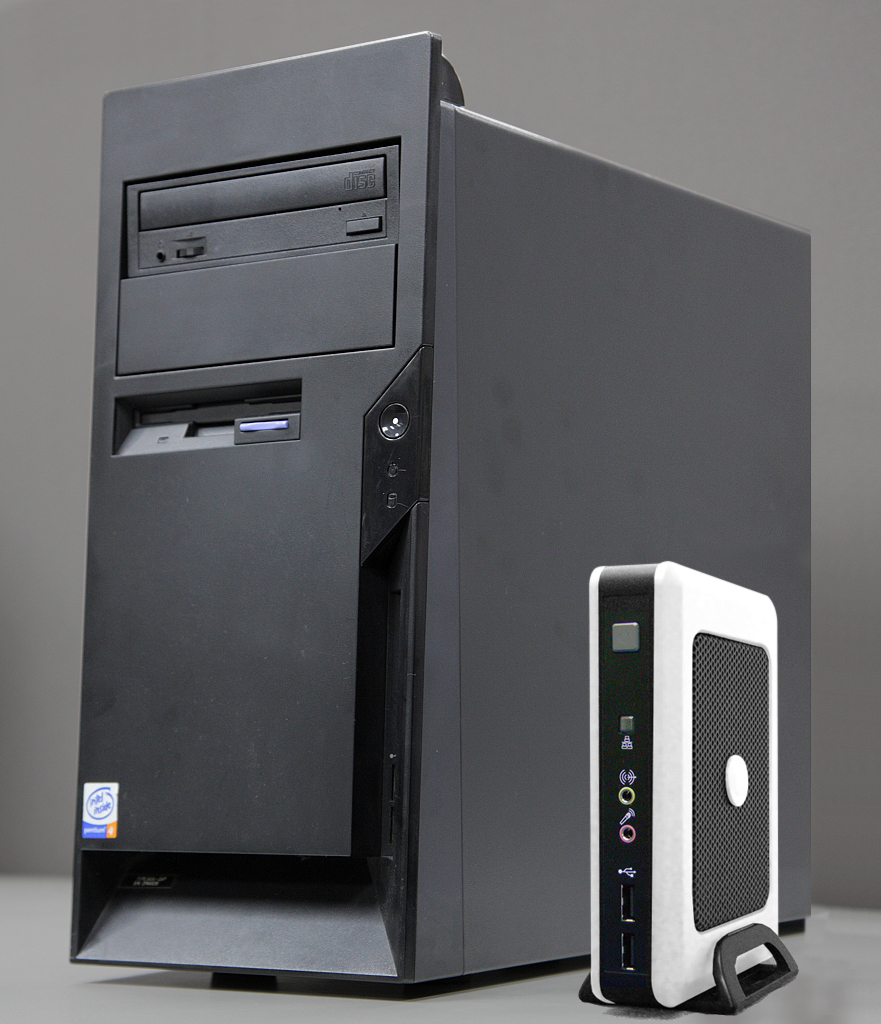
Тонкий клієнт (справа) і традиційний настільний ПК

Під терміном «тонкий клієнт» мається на увазі досить широкий з точки зору системної архітектури ряд пристроїв і програм, які об'єднуються загальною властивістю: можливістю роботи в термінальному режимі. Таким чином, для роботи тонкого клієнта необхідний термінальний сервер. Цим тонкий клієнт відрізняється від товстого клієнта, який навпаки, робить обробку інформації незалежно від сервера, використовуючи останній в основному лише для зберігання даних.
Крім загального випадку, слід виділити апаратний тонкий клієнт (наприклад, Windows-та Linux-термінали) — спеціалізований пристрій, принципово відмінний від ПК. Апаратний тонкий клієнт не має жорсткого диска, використовує спеціалізовану локальну ОС (одне із завдань якої - організувати сесію з термінальним сервером для роботи користувача), не має у своєму складі рухомих деталей, виконується в спеціалізованих корпусах з повністю пасивним охолодженням.
Для розширення функціональності тонкого клієнта вдаються до його «потовщення», наприклад, додають можливості автономної роботи, зберігаючи головну відмінність — роботу в сесії з термінальним сервером. Коли в клієнта з'являються рухливі деталі (жорсткі диски), з'являються можливості автономної роботи, він перестає бути тонким клієнтом у чистому вигляді, а стає універсальним клієнтом.
Тонкий клієнт в більшості випадків має мінімальну апаратну конфігурацію, замість жорсткого диска для завантаження локальної спеціалізованої ОС використовується DOM (DiskOnModule) [модуль з роз'ємом IDE, флеш-пам'яттю і мікросхемою, що реалізує логіку звичайного жорсткого диска — в BIOS визначається як звичайний жорсткий диск, тільки розмір його зазвичай у 2-3 рази менший]. У деяких конфігураціях системи тонкий клієнт завантажує операційну систему по мережі з сервера, використовуючи протоколи PXE, BOOTP, DHCP, TFTP і Remote Installation Services (RIS).
Протоколи, які використовуються тонкими клієнтами

### Тонкий клієнт PC-Station

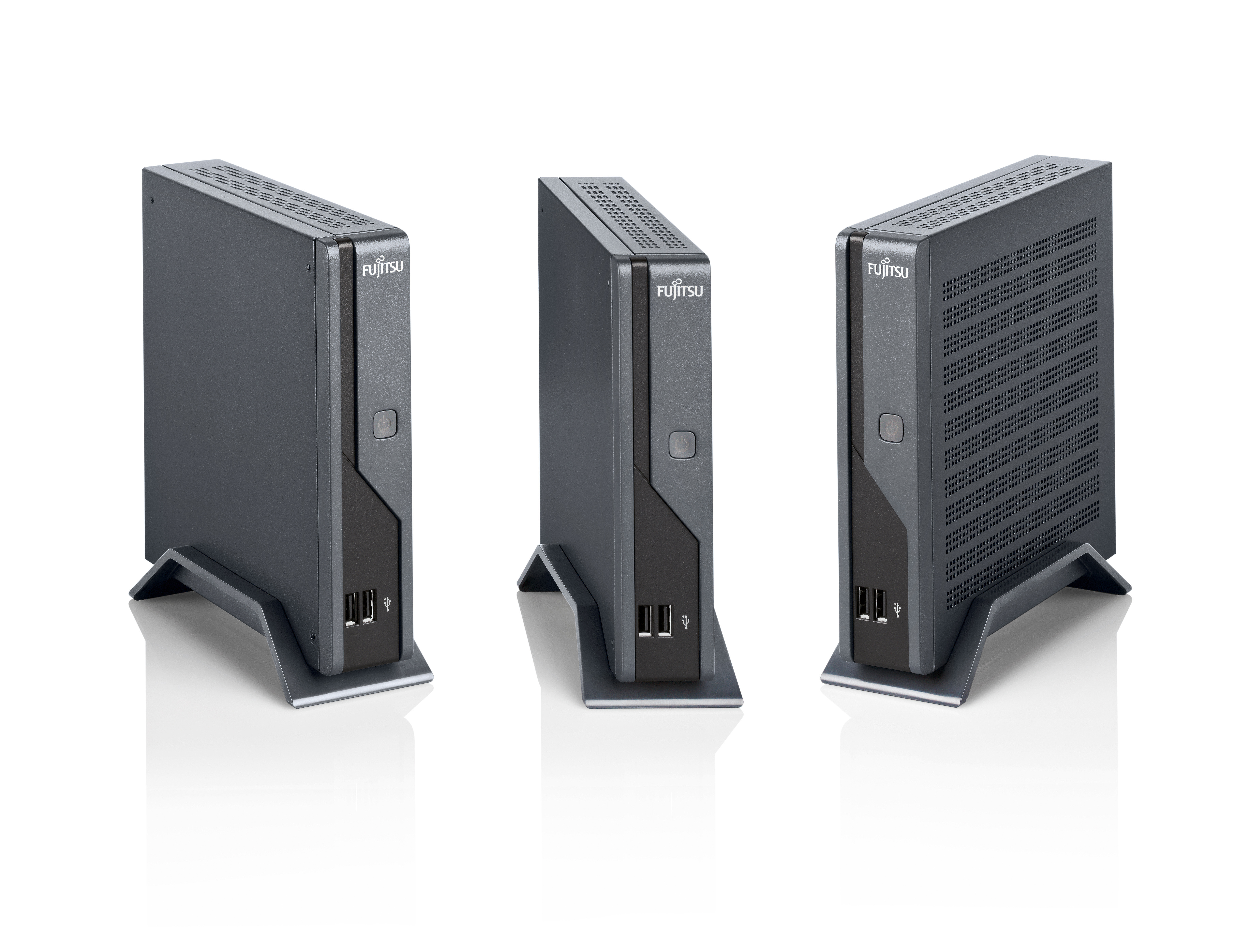
Fujitsu Futro S100 Thin Client зовнішній вигляд

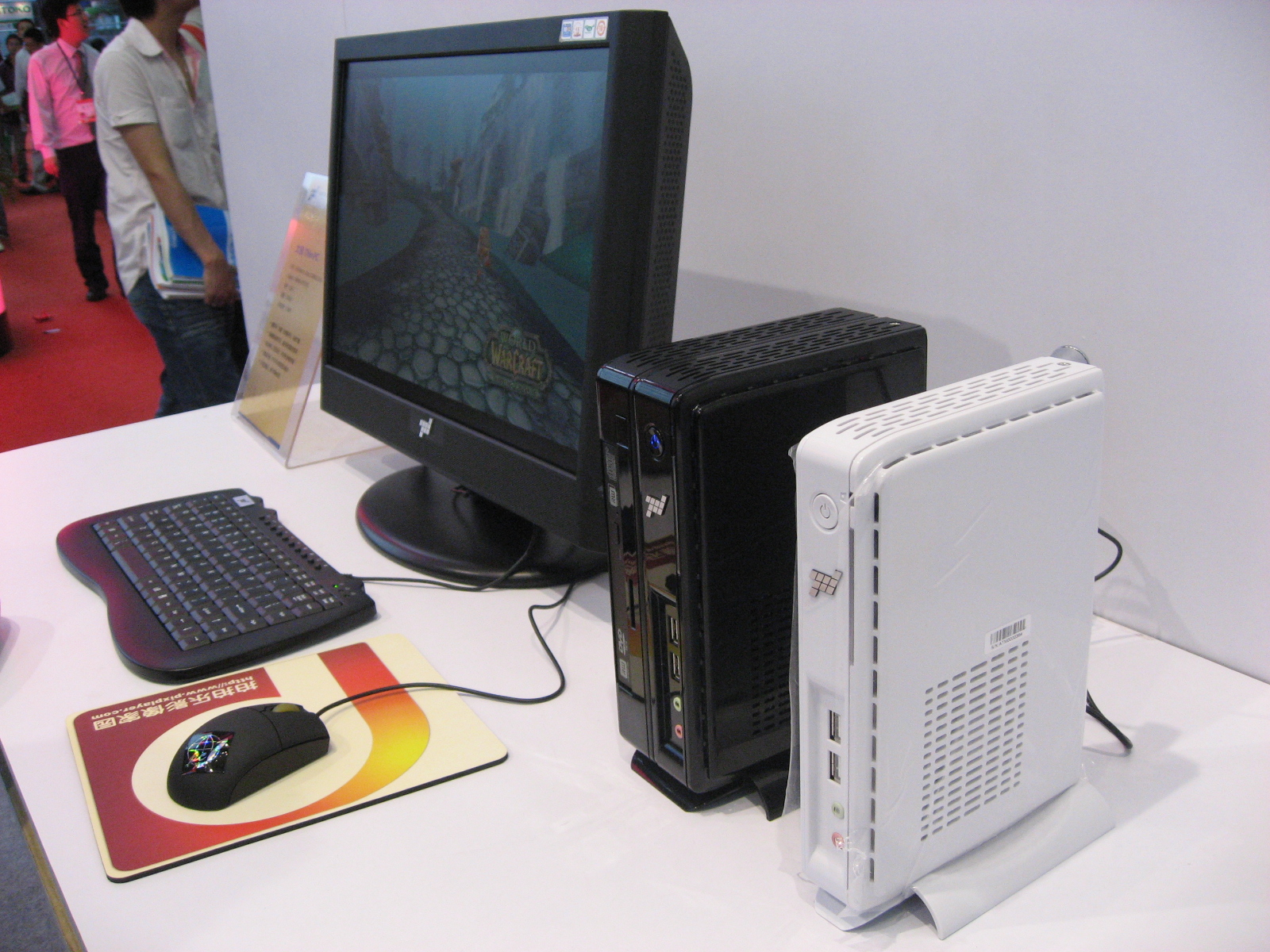
На робочому місці

PC-station — це перший в світі ультратонкий комп'ютерний термінал, в якому немає процесора, жорсткого диска, CD-ROM і вентилятора,
необхідних для персонального комп'ютера.

Переваги PC-Station:
1. Надійний захист капіталовкладень
- Тонкі клієнти не потрібно модернізувати.
- Вартість комп'ютерних терміналів набагато менша персональних комп'ютерів.
- Достатньо провести модернізацію головного комп'ютера, якщо не вистачає обчислювальних ресурсів для термінальних клієнтів.
- Економія електроенергії: потужність блоку живлення терміналу — 5 Вт (для порівняння ПК — від 200 до 450 Вт). Кожне робоче місце, оснащене тонким клієнтом PC-station, економить 700кВт / г в рік.

2. Використання периферійних пристроїв
- В залежності від моделі до тонкого клієнту можна підключити USB пристрій (флеш-пам'ять, принтер або сканер), мікрофон і широкоформатний монітор.

3. Тонкі клієнти термінали більш надійні
• Надійність системи підвищується за рахунок відсутності механічних компонентів і спрощеної архітектури тонкого клієнта.
• Термін служби терміналів більше, ніж у робочих станцій.
4. Безпечне збереження інформації
- Вихід з ладу тонкого клієнта не призведе до втрати інформації, тому що вона зберігається на головному комп'ютері — сервері термінальних клієнтів.
- Відсутність дисків і дисководів знижує ризики витоку інформації і занесення в систему вірусів.
- Можливість несанкційованого перехоплення виключається програмним шифруванням даних.
- Зберігання даних і налаштувань на сервері тонких клієнтів спрощує процедури резервного копіювання.

5. Адміністратору легше впоратися з терміналами при налаштуванні, діагностиці (ремонт на місці не відбувається; проводиться заміна на завідомо роботоздібний)
- Клієнт термінального сервера не може порушити стабільність роботи сервера тонких клієнтів.
- Термінальний доступ легко адмініструється.
- Легше контролювати користувачів і управляти програмним забезпеченням термінального клієнта.
- Встановивши термінальний сервер, Ви легко обмежите доступ до небажаних ресурсів.

6. Швидкий доступ до віддаленого робочого столу
- Користувач отримує доступ до свого віртуального робочого столу на будь-якому термінальному клієнті, підключеному до сервера терміналів.
- Настройка нового тонкого клієнта займає кілька хвилин, після чого клієнт термінального сервера відразу потрапляє на робочий стіл зі своїми програмами.

7. Локальна мережа не перевантажена за рахунок вивільнення ресурсів
- Термінальний доступ відрізняється тим, що на тонкий клієнт передається тільки стан екрану, в той час як на персональний комп'ютер можуть передаватися значні обсяги даних.
- Хорошим прикладом таких програм є 1С. Коли сервер і клієнтська частина 1С знаходиться на одній машині, то не відбувається пересилка бази даних 1С по мережі і програми працюють набагато швидше.

## Тонкі Вебклієнти
Веб тонкі клієнти (працює Web OS) покладаються на вебпрограмне забезпечення для зберігання додатків і даних, що виключає єдину точку відмови, а також необхідність для OS/ агрегування даних і ліцензування традиційне для тонкого клієнта.
- X11 — використовується в Unix
- Telnet — мультиплатформний
- SSH — мультиплатформовий захищений аналог Telnet
- NX NoMachine — протокол X11 із стисненням даних
- Virtual Network Computing
- Citrix ICA
- Remote Desktop Protocol (RDP), протокол для віддаленої роботи з використанням графічного інтерфейсу користувача для Microsoft Windows
- SPICE (Simple Protocol For Independent Computing Environments)
- Appliance Link Protocol
- NFS
- Крім того можуть застосовуватися закриті протоколи, створені розробниками програмного забезпечення

Приклади тонких клієнтів
- Thinstation
- LTSP
- OpenThinClient
- Бездискова станція
- Термінальний доступ
- Virtual Network Computing
- GrapeTC Lite

## Переваги застосування тонких клієнтів замість звичайних ПК
- Зниження початкових витрат на придбання внаслідок мінімальних вимог до конфігурації;
- Значне зниження енергоспоживання — типовий тонкий клієнт має споживану потужність  10Вт (проти 500Вт у ПК)
- Уніфікація пристроїв — всі клієнти мають однаковий набір програмного забезпечення;
- Простота реалізації завдань — немає необхідності налаштовувати кожен комп'ютер окремо, оскільки здійснюється централізоване управління клієнтами. Всі налаштування для управління тонкими клієнтами системний адміністратор виконує централізовано на сервері;
- Економія часу системного адміністратора, який обслуговує абсолютно однакові комп'ютери, імовірність поломок яких зведена до мінімуму, а всі програми встановлені на сервері;
- Масштабованість — створений один раз образ системи для роботи всієї групи користувачів дозволяє підтримувати легко масштабовану мережу;
- Безпека і відмовостійкість. Термінал під час завантаження отримує операційну систему «від виробника», настройка якої здійснюється тільки відділом інформаційної підтримки. Вся призначена для користувача інформація зберігається на сервері на RAID-масиві і регулярно резервується, що збільшує відмовостійкість;
- Захист від витоків інформації 
  - немає локальних носіїв 
  - немає можливості робити несанкціоновані копії документів на знімні носії інформації (якщо це не дозволено системним адміністратором; при цьому адміністратор можеобмежити коло таких осіб).

## Що таке WTWare?
WTWare - дистрибутив GNU / Linux, розроблений спеціально для створення тонких клієнтів. 
За його основу взято популярний клієнт під назвою Thinstation. Основна відмінність - орієнтованість на   користувачів, що користуються кирилицею (в самому Thinstation є проблеми з кирилицею).

## Застосування в 1С
Тонкий клієнт  — один з клієнтських додатків системи 1С: Підприємство 8 [Архівовано 25 січня 2018 у Wayback Machine.]. 
Виконавчий файл цього додатка   1cv8c.exe. "Тонким" клієнт називається тому, що вміє виконувати обмежений набір функціональності вбудованої мови. Зокрема на тонкому клієнті недоступні всі прикладні типи даних. Замість цього тонкий клієнт оперує обмеженим набором типів вбудованої мови, призначеним лише для відображення і зміни даних в пам'яті. Вся робота з базою даних, об'єктними даними, виконання запитів виконується на стороні сервера. Тонкий клієнт тільки отримує готові дані, підготовлені для виводу користувачу. Тонкий клієнт забезпечує роботу лише в режимі користувача 1С: Підприємство. Режим роботи «Конфігуратор» тонким клієнтом не підтримується. І головне — "тонкий клієнт" дозволяє працювати з інтерфейсом 1С: Підприємство через Інтернет.